# Караганда-Пассажирская
Караганда-Пассажирская (Караганда) (каз. Қарағанды станциясы) — железнодорожная станция Казахстанских железных дорог, расположенная в городе Караганде Казахстана.

## История
Станция Караганда стала крупным железнодорожным узлом в 1950 году, когда были соединены Южсиб и Турксиб. Тогда возникла  необходимость строительства современного железнодорожного вокзала. В это время началось освоение целины, что потребовало развития железнодорожной инфраструктуры.
При этом в Караганде и в пригороде уже были железнодорожные станции: Караганда-Новая, Караганда-Сортировочная, Караганда-Угольная, открытые в 1930-х годах.
В 1956 году строится железнодорожный вокзал. Главными архитекторами были М. Бениолинсон и  П. Ашастин по проекту института «Ленгипротранс». Также внутри залы ожидания были украшены барельефами работы скульптура Петра Антоненко. Площадь вокзала составляла около 2 400 кв. метров.
В 1969 году рядом с железнодорожным вокзалом был построен автовокзал, таким образом, был сформирован крупный городской транспортно-пересадочный узел.
По мере роста города и пассажиро- и товаропотока, станция Караганда была переименована в Караганда-Пассажирская.

## Инфраструктура
Железнодорожный вокзал состоит из двух залов ожидания для пассажиров, комнат для отдыха и комнаты матери и ребёнка, контактных пунктов и телефонных станций, справочного бюро, касс железнодорожных билетов. Станция ежегодно обслуживает около 1,5 млн пассажиров.
Вокзал является внеклассным.
В 2018 году началась реконструкция железнодорожного пассажирского терминала. Она предусматривает строительство нового двухэтажного здания для обслуживания пассажиров, при этом площадь и пропускная способность комплекса увеличатся почти вдвое. Следующим этапом должна стать реконструкция исторического здания с сохранением архитектурных элементов 50-х годов XX века. При этом планируется, что новое здание будет выполнено в том же архитектурном стиле, что и историческое.
26 марта 2019 года здание железнодорожного вокзала было временно закрыто для проведения реконструкции. Пассажиры в этот период будут обслуживаться в здании автовокзала и на перроне.

## Фотографии
| - Вид на станцию с воздуха в 2022 году - Привокзальная площадь в 2013 году - Вокзал со стороны железнодорожных путей в 2016 году - Железнодорожный вокзал станции Караганда-Пассажирская в 2016 году (вид со стороны города) |